# Megaselia crinellifemur
Megaselia crinellifemur är en tvåvingeart som beskrevs av Borgmeier 1969. Megaselia crinellifemur ingår i släktet Megaselia och familjen puckelflugor. Inga underarter finns listade i Catalogue of Life.